# Brito Aranha

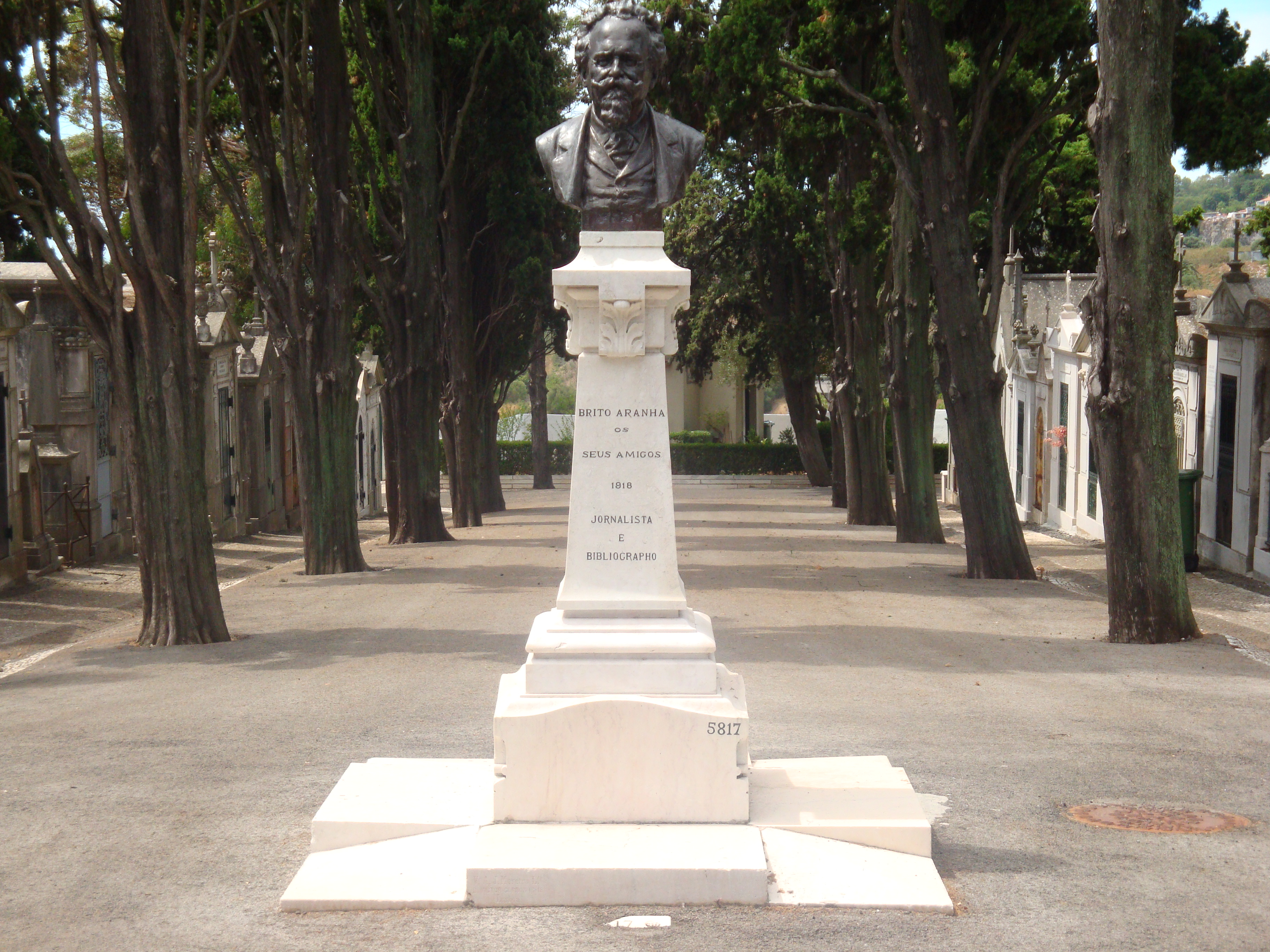
Túmulo de Pedro Wenceslau de Brito Aranha, no Cemitério dos Prazeres

Pedro Wenceslau de Brito Aranha (28 de Junho de 1833 – 8 de Setembro de 1914), foi um escritor, jornalista e bibliógrafo português, continuador do trabalho de Inocêncio Francisco da Silva na produção do Dicionário Bibliográfico Português.

## Biografia
Era filho de Francisco Manuel de Brito Aranha e de D. Maria José da Silva Brito.
Brito Aranha começou a ganhar a vida aos 16 anos, como aprendiz de tipógrafo. Foi como autodidacta que conseguiu alcançar uma sólida cultura.
Ganhou fama pelas colaborações em jornais e revistas e por ter dirigido, juntamente com Vilhena Barbosa, os últimos números do Arquivo Pitoresco (1857–1868). Quando em 1889 faleceu Eduardo Coelho, fundador do Diário de Notícias, foi convidado para redactor principal do jornal. Também colaborou nas revistas O Occidente (1878–1915), Jornal do domingo (1881–1888), Lisboa creche: jornal miniatura  (1884) e A Imprensa (1885–1891). Foi membro da primeira hora, em 1861, da Comissão Central 1 de Dezembro de 1640 contra o iberismo que nessa altura muito se fazia eco na imprensa e política portuguesa. Igualmente foi membro da Sociedade de Geografia de Lisboa e sócio efectivo da Academia das Ciências de Lisboa, para a qual foi eleito em 1 de Julho de 1886. Inocêncio Francisco da Silva tanto confiava na sua capacidade e escrúpulo intelectual que o nomeou seu testamentário, deixando-lhe numerosas notas que lhe permitiram continuar o Dicionário Bibliográfico Português.
Em 1933 a Câmara Municipal de Lisboa homenageou o escritor dando o seu nome a uma rua na Penha de França.
Casou em 6 de Agosto de 1859 com D. Augusta Amélia Gomes da Silva, tendo filhos, nomeadamente: Maria, falecida a 9 de Setembro de 1876, aos 2 meses de idade na freguesia de São José (Lisboa), e de quem enviou na freguesia dos Anjos (Lisboa) em 15 de Novembro de 1902.
Casou segunda vez em 23 de Julho de 1903 com D. Maria Amália Teles da Mota, na Igreja de São Vicente de Fora, em Lisboa.
Foi iniciado na Maçonaria em data e loja desconhecidas.

## Obras publicadas
Entre outras, é autor das seguintes obras:
- Às armas!… pela França: scena dramática, Imp. J. G. Sousa Neves, Lisboa, 1870.
- Leituras Populares, Instructivas e Moraes, colligidas para as escolas primarias, Rollando & Semiond Editores, Lisboa, 1872.
- Lágrimas e saudade: (palavras ao Sr. Teophilo Ottoni acerca de Rebello da Silva), Imp. J. G. Sousa Neves, Lisboa, 1872.
- A Marinha Grande em 1870, Lisboa.
- Memórias Histórico-Estatísticas de Algumas Villas e Povoações de Portugal, Livraria de A. M. Pereira – Editor, Lisboa,1871.
- Camões e os Lusíadas 1580-1880 - Idéa da ressureição da pátria, Typographia universal, Lisboa, 1880.
- A obra monumental de Luis de Camões, Lisboa, 1886.
- Subsídios para a História do Jornalismo nas Províncias Ultramarinas Portuguesas, Imprensa Nacional, Lisboa, 1885.
- Mouvement de la press périodique en Portugal de 1894 a 1899, Imprensa Nacional, Lisboa, 1900.
- Factos e homens do meu tempo: memórias de um jornalista, Livraria de A. M. Pereira – Editor, Lisboa, 1908.
- O Marquez de Pombal e o seu Centenário: notas bio-bibliographicas, Imprensa Nacional, Lisboa, 1908.
- Nota acerca das Invasões Francesas em Portugal, Tip. da Academia Real das Ciências, Lisboa, 1909.
- Gabriel Pereira: notas biográficas e bibliográficas, Academias das Sciências de Lisboa, Coimbra, 1913.